# Bpm
ハイブリッド・アミューズメント・ショウ bpmは日本のエンターテイメント・ユニット。
2019年10月9日、公式ホームページが開設され、同日よりファンクラブが発足された。

## メンバー
- 伊藤マサミ（進戯団 夢命クラシックス 主宰、同劇団の脚本・演出も務める）
- 猪狩敦子（スタイリストとしても活動）
- 菊地創（Black Wings Project　主宰、演出家・MCとしても活動）
- 笹岡幸司 （2019年6月のbpmフェスにて加入が発表された）
- 浅沼晋太郎（脚本家・演出家）（俳優・声優・コピーライター・デザイナーとしても活動）

## 旧メンバー
- 伊勢直弘（脚本家・演出家・俳優・MCとしても活動）※2013年7月卒業までリーダーを務める。
- 谷口賢志（モデルとしても活動）※2016年10月卒業
- NAO-G（イベントオーガナイザーとしても活動、アクションチーム G-S.A.C. 主宰も務める）※2018年8月卒業

## 公演
2007年
- ハイブリッド・アミューズメント・ショウ bpm 『QUICK DRAW』新宿・シアターアプル
- ハイブリッド・アミューズメント・ショウ bpm MIMEMIME『SYNDROME』恵比寿・ライブゲート
- ハイブリッド・アミューズメント・ショウ bpm 『ネバーランド☆A GO!GO!』新宿・Spece107
- ハイブリッド・アミューズメント・ショウ bpm 『聖の夜』中目黒ウッディシアター

2008年
- ハイブリッド・アミューズメント・ショウ bpm 『ネバーランド☆A GO!GO!』（追加公演）新宿・Spece107

2009年
- ハイブリッド・アミューズメント・ショウ bpm 『シーサイド・スーサイド』『ハイカラ』新宿・スペース・ゼロ

2010年
- ハイブリッド・アミューズメント・ショウ bpm　『bpm FESTA 2010 ～DVD発売記念スペシャルイベント～』原宿・Vacant
- bpm EXTRA TRACK 「サシノミ」 #01 feat. DAISUKE NISHIDA（浅沼晋太郎トークイベント　ゲスト・（西田大輔）新宿・Spece107
- ハイブリッド・アミューズメント・ショウ bpm　『ジッパー！』 池袋・あうるすぽっと

2011年
- ハイブリッド・アミューズメント・ショウ bpm　『bpm FESTA 2011 』渋谷・J-POP CAFE -SHIBUYA
- RAGTIME S&D（AND ENDLESS × bpm） SESSION 1『NEW WORLD』『ESORA』六本木・ 俳優座劇場
- B×b（Bugs Under Groove × bpm）『FRONT LINE mission:1 CHILD PLAY』銀座・ 博品館劇場
- ハイブリッド・アミューズメント・ショウ bpm　『池田屋チェックイン』 天王洲銀河劇場
- B×b（Bugs Under Groove × bpm）『FRONT LINE mission:2 The Shining』銀座・ 博品館劇場

2012年
- ハイブリッド・アミューズメント・ショウ bpm　『bpm FESTA 5th ANNIVERSARY』　マウントレーニアホール渋谷
- B×b（Bugs Under Groove × bpm）『FRONT LINE mission 3：Alien』銀座・ 博品館劇場

2013年
- B×b（Bugs Under Groove × bpm）『FRONT LINE the last mission : Final Destination』紀伊國屋サザンシアター
- ハイブリッド・アミューズメント・ショウ bpm　『bpm FESTA 2013』関交協ハーモニックホール

2014年
- ハイブリッド・アミューズメント・ショウ bpm 本公演『不如帰』4月17日～20日 全労済ホール／スペース・ゼロ
- ハイブリッド・アミューズメント・ショウ bpm 本公演『ネバーランド☆A GO!GO!』8月21日～25日 全労済ホール／スペース・ゼロ

2016年
- ハイブリッド・アミューズメント・ショウ bpm 本公演『アヴェ・マリターレ！』3月17日～21日 紀伊國屋サザンシアター
- bpm EXTRA STAGE『ESORA』9月8日～15日 全労済ホール／スペース・ゼロ

2017年
- ハイブリッド・アミューズメント・ショウ bpm『bpmFESTA 2017 10th Anniversary』1月14日 マウントレーニアホール渋谷
- ハイブリッド・アミューズメント・ショウ bpm10周年記念公演『beats per minute』3月8日～12日 赤坂レッドシアター
- bpm EXTRA STAGE『TRINITY』8月15日～20日 赤坂レッドシアター

2018年
- ハイブリッド・アミューズメント・ショウ bpm　『bpmFESTA 2018』1月28日 科学技術館サイエンスホール
- ハイブリッド・アミューズメント・ショウ bpm 本公演『QUICK DRAW』4月20日～22日 日本青年館ホール
- ハイブリッド・アミューズメント・ショウ bpm　『bpmFESTA 2018 -SUMMER-』8月19日 オルタナティブシアター
- ハイブリッド・アミューズメント・ショウ bpm 本公演『聖の夜』12月5日～12日 トリコロールシアター